# HITOSHI MATSUMOTO presents ドキュメンタル
『HITOSHI MATSUMOTO presents ドキュメンタル』（ヒトシ マツモト プレゼンツ ドキュメンタル、英: HITOSHI MATSUMOTO Presents Documental）は、2016年11月30日からAmazonプライム・ビデオにて配信されているお笑いドキュメンタリー番組。略称は「ドキュメンタル」。

## 概要
ダウンタウン・松本人志発案による「密室笑わせ合いサバイバル」番組。毎回10人の芸人たちが自腹の参加費100万円を手に、芸人のプライドをかけて笑わせ合う。最後まで笑わなかった勝利者には賞金1000万円が贈呈される。
似たようなシステムとして『ダウンタウンのガキの使いやあらへんで!』内の企画「笑ってはいけないシリーズ」があるが、同シリーズがエンターテイメントショーとしてある程度落ち着いた形となった一方、密室で芸人が芸人を笑わせていくという真っ向勝負であり、企画者の松本はこの番組を「実験」と称している。
予算面やコンプライアンスの面から、地上波テレビでは絶対に観ることができない代表的ウェブテレビコンテンツとして挙げられることが多く、バラエティーのオリジナルコンテンツで国内では有数の視聴数を稼いでいる。
なお、本編前には「当番組は、お笑い芸人による“戦い”の記録です。番組の性質上、収録中の模様を出来る限り、ありのままお見せしてるため、刺激的な場面もあります。視聴の際にはご注意ください。」（シーズン1のみ）、「当番組は、番組の性質上、ご覧になられる方によっては一部不適切と、感じられる場面がございます。予めご了承の上、お楽しみ下さい。」（シーズン2から）とテロップを出し、視聴レーティングの区分はPG12指定された。
2020年にはフジテレビの特番『まっちゃんねる』内の企画として、女性タレント7人による特別企画「女子メンタル」が放送。シリーズ通じて初の地上波テレビ放送が行われた。

## 略歴
2016年11月よりシーズン1の配信を開始（全4回）。
2017年4月よりシーズン2の配信を開始（全5回）。
2017年上半期「日本Amazonランキング大賞」プライム・ビデオ総合部門にて、シーズン1が1位を獲得。
2017年8月よりシーズン3の配信を開始（全5回）。
2017年11月より上記3シーズンのダイジェストとパイロット版シーズン0を合わせた『HITOSHI MATSUMOTO Presents ドキュメンタル Documentary of Documental』が配信開始（全2回）。
2017年12月よりシーズン4の配信を開始（全5回）。
2017年「日本Amazonランキング大賞(年間ランキング)」プライム・ビデオ総合部門にて、再びシーズン1が1位を獲得。
2018年1月31日にシーズン1がDVD、Blu-rayとしてパッケージ化されたものが発売された。
2018年4月よりシーズン5の配信を開始（全5回）。
2018年上半期「日本Amazonランキング大賞」プライム・ビデオ総合部門にて、シーズン4が1位を獲得。 なお配信中の全1～5シーズンと『HITOSHI MATSUMOTO Presents ドキュメンタル Documentary of Documental』の6作すべてがTop 20入りし、 圧倒的な人気となった。
2018年7月にメキシコ版ドキュメンタル『LOL: Last One Laughing』の制作が発表される。
2018年8月より上記5シーズンのダイジェストと新企画『HITOSHI MATSUMOTO Presents FREEZE』の発表を合わせた「緊急特番 語るドキュメンタル＆新企画発表スペシャル」の配信を開始（全2回）。
2018年11月14日にシーズン2とシーズン3がDVD、Blu-rayとしてパッケージ化されたものが発売された。
2018年11月よりシーズン6の配信を開始（全4回）。
2018年「日本Amazonランキング大賞(年間ランキング)」プライム・ビデオ総合部門にて、ドキュメンタルが1位を獲得。
2019年4月よりメキシコ版ドキュメンタルを『LOL: HITOSHI MATSUMOTO Presents ドキュメンタル～メキシコ版～』として配信開始。
2019年4月よりシーズン7の配信を開始（全5回）。
2019年「Amazon Prime Video 2019 年間ランキング」Amazonオリジナル 日本制作番組部門、TV番組総合部門にて、ドキュメンタルが1位を獲得。
シーズン7の最終話にて「Season8 Coming Winter 2019」という表記があったが、2020年1月10日に、Amazon Prime Videoの公式Twitterにて、シーズン8の延期が発表された。
2020年3月18日にシーズン4とシーズン5がDVD、Blu-rayとしてパッケージ化されたものを発売。
2020年6月より海外版ドキュメンタル『LOL: Last One Laughing』のオーストラリア版の配信を開始。
2020年8月よりシーズン8の配信を開始（全5回）。
2020年9月より未配信となっていた幻のシーズンを『Documentary of Documental シーズン2 アマゾン怒りのお蔵入り！幻のシーズン＆誰が悪かったのか!?緊急討論会』として配信開始（全4回）。これは、シーズン7の後に収録されていた回であり、シーズン8のエピソード1にて松本がその存在を明かした。元々2019年のクリスマスにシーズン8として配信される予定であったが、「収録された映像を視聴したAmazonのお偉いさんが『下品にも程がある』と判断した」という理由により一度お蔵入りになっていた。その後、松本曰く「供養が済んだ」とのことで、松本とその回の一部出演者による新規収録パートを合わせて再編集を行い、実際に公開されることになった。
2020年10月に女性タレント版ドキュメンタル『女子メンタル』をフジテレビの特番『まっちゃんねる』内にて放送。
2020年「Amazon Prime Video 2020 TOP5」TV部門：バラエティー作品 TOP5にて、ドキュメンタルがTOP5入り。
2021年2月よりシーズン9の配信を開始（全5回）。
2021年3月10日にシーズン6とシーズン7がDVD、Blu-rayとしてパッケージ化されたものを発売。
2021年3月に海外版ドキュメンタル『LOL: Last One Laughing』のイタリア版、ドイツ版、フランス版、スペイン版の配信が発表される。
2021年6月に『女子メンタル』シーズン2とイケメン芸能人版ドキュメンタル『イケメンタル』がフジテレビの特番『まっちゃんねる』内にて放送され、終了と同時に未公開部分を含めた完全版が『ドキュメンタル番外編 女子メンタル fromまっちゃんねる』、『ドキュメンタル番外編 イケメンタル fromまっちゃんねる』として配信された。放送終了直後の地上波のバラエティを即時配信するのはAmazonプライム・ビデオ史上初の試み。
2021年9月より海外版ドキュメンタル『LOL: Last One Laughing』のドイツ版、イタリア版の配信を開始。
2021年12月よりシーズン10の配信を開始（全5回）。「THE CHAMPIONSHIP OF CHAMPIONS」と銘打ち、歴代王者によるチャンピオン大会になった。
2021年12月より海外版ドキュメンタル『LOL: Last One Laughing』のスペイン版、フランス版の配信を開始。
2022年2月より海外版ドキュメンタル『LOL: Last One Laughing』のブラジル版、カナダ版の配信を開始。
2022年9月14日にシーズン8とシーズン9がDVD、Blu-rayとしてパッケージ化されたものを発売。
2022年8月よりシーズン11の配信を開始（全4回）。「UNLIMITED」と銘打ち、正式シリーズで初めて芸人が1人も出場しないシーズンになった。
2023年5月よりシーズン12の配信を開始（全4回）。シーズン11に引き続き「UNLIMITED」として開催され、正式シリーズで初めて芸人と非芸人が入り混じったシーズンになった。
2023年12月よりシーズン13が配信開始（全4話）。「COMBINED」と銘打ち、シリーズ初のコンビ対抗戦が行われる。

## ルール
- 開催前には芸人に対し松本からの招待状が送られ、「参加費100万円を用意すること」「優勝者には1000万円が与えられること」などが記されており、参加するか否かの意思表明をする[注 3]。
- 会場となる部屋には大きなテーブルと全員分のイス、キッチンおよび調理器具と、中に食品や飲料が入った冷蔵庫がある。また、カーテンで仕切られた隣の部屋にはトイレ・シャワー・洗面台・各個人用のロッカーが完備されており、それらすべてを自由に使用してよい。
- 挑戦者は一人ずつ部屋に入り、そこで初めて顔を合わせることとなる。その際、自分で持ち込むことができる大きさに限り衣装・小道具などの持ち込みが許される。
- 全員が揃った後に松本が入室し、参加費の回収とルール説明を行う。
- 松本がモニタリングルームに入り、スタートボタンを押すと部屋内の照明が切り替わって開始となる。モニタリングルーム内では部屋の各所や挑戦者一人ずつの表情を監視できるようになっている。
- くすぐるなどの物理的に笑わせる行為は禁止。
- 挑戦者が笑ったどうかかの判定は、松本が独断で決める。その場合、松本によりストップボタンが押され、部屋内のサイレンが鳴る。
- 笑った場合は松本が部屋に赴き、全員でリプレー映像を確認した上でカードによる裁定を行う。裁定後、モニタリングルームで松本がスタートボタンを押すことで再開となる。なお、ストップボタンが押されてから再開するまでの間は笑ってもよい。
どのカードが出されるかも松本の独断による。
  - イエローカード - 1度目に笑った場合に出される。
  - オレンジカード - イエローカードを受けた上で笑ったかもしれないと判定した場合（微笑、にやけなど）や、1度目でも露骨に笑ったと見なされた場合に出される。
  - レッドカード - オレンジカードを受けた後に笑った場合や、イエローカードが出た後に再びイエローカード分笑った場合、オレンジカードの範囲を超える酷い笑い方をした場合に出される。ドキュメンタルのロゴが描かれており、これが出された時点で失格・退場（シーズン3以降はゾンビ化）となる。

- 制限時間は6時間。終了後に残った1人が優勝となり、1000万円が入ったバッグと番組オリジナルの赤いブレザーが授与される。残っていた挑戦者が複数名だった場合はドローとなり、回収した100万円が各自に戻される。

シーズン2からのルール
- 優勝者の手取りが自身の参加費を除くと900万円となるため、松本がポケットマネーの100万円を出資することで優勝者に1000万円が還元されるようになった。
- 賞金1000万円は参加費からではなく、別途用意した「ピン札」で支払われるようになった。
- アグレッシブに動いてもらうため、新たに「ポイント制」を導入。行動や発言で他の人を笑わせたと認められた場合にポイントを獲得。6時間終了時に2人以上残っていた場合、ポイントが一番高い人が優勝となる[注 4]。
- 部屋にピコピコハンマーや洗濯ばさみなどの小道具や、開閉できる小窓が用意されるようになった。

シーズン3からのルール
- 新たに「ゾンビルール」を追加。レッドカードを受け退場となった人はゾンビルームに待機。ゲーム一定時間後から松本がゾンビボタンを押したタイミングによって「ゾンビタイム」が発動し、再び部屋に戻って他の参加者を笑わせることができる（他のゾンビと打ち合わせて仕込むことも可能。また、ゾンビ自身は笑ってもよい）。ゲーム終了までに全員を笑わせることができればノーコンテストとなり、参加費100万円は全員に返還される。

シーズン4からのルール
- 部屋内の電話から出前を注文することができる。
- 参加者が（ゾンビを除いて）最後の1名になった場合、その1名は6時間が経過するまでゾンビの攻撃に耐え続けなければ優勝できないというルールが明確化された。最後の1名がゾンビの攻撃で笑った場合はノーコンテストとなる。

シーズン5からのルール
- 参加者以外に助っ人を1人呼べる[11]。

シーズン6からのルール
- スマホの持ち込みが許可され、モニターに繋いで写真や動画を流せるようになった[注 5]。

シーズン7からのルール
- 今回から正式に各自持参した静止画や動画をモニターに映せるというルールが解禁された。
- 押すと効果音の出る装置を部屋内に設置[12]。

シーズン10からのルール
- 参加費100万円は無し。
- 松本と一緒に「オブザーバー芸人」が勝負を観戦。松本の合図で入室しゲームに参加する（オブザーバー芸人は笑ってもよい）。

シーズン12からのルール
- 参加者は入室前から他の参加者を把握した状態での開始となる。

### 特別ルール
Documentary of Documental シーズン1（パイロット版）
- 正規版と違い小道具の持ち込みは無し（着替えや軽食などの持ち込みは許可）。制限時間は無制限。

Documentary of Documental シーズン2
- ネタを披露する専用の別室が用意された。また、その映像をテレビで中継でき、ストロボ装置の使用も可能。

シーズン9
- 制限時間は4時間。Documentary of Documental シーズン2の没収された優勝賞金がキャリーオーバー分として上乗せされ、優勝賞金が2000万円となった[13]。
- 時間短縮に伴いオレンジカード、ゾンビルールはなし。
- 脱落者は終了時間まで松本と共に会場内をモニタリングする。

シーズン10
- 参加者は6人。

シーズン11
- 参加者は7人。
- 制限時間は4時間。

シーズン12
- 参加者は7人。
- 制限時間は4時間。

シーズン13
- お笑いコンビ同士がチームを組み戦う。
- 制限時間は5時間。
- 優勝賞金は2000万円。
- コンビのどちらか片方でもレッドカードを出されたらコンビ揃って退場となる。
- コンビ間での笑いはセーフ。
- 途中で登場し参加者を笑わせる刺客がいる。

## 出演者
Documentary of Documental シーズン1
シーズン1の前に収録（パイロット版）。
| 出演者                           |
| -------------------------------- |
| 板東英二                         |
| こいで（シャンプーハット）       |
| ハチミツ二郎（東京ダイナマイト） |
| 清人（バッドボーイズ）           |
| 秋山竜次（ロバート）             |
| 大島美幸（森三中）               |
| 久保田和靖（とろサーモン）       |
| おにぎり（ニューロマンス）       |
| 内間政成（スリムクラブ）         |
| 斎藤司（トレンディエンジェル）   |

シーズン1
| 出演者                           | 出場回数           |
| -------------------------------- | ------------------ |
| ジミー大西                       | 初参戦             |
| 藤本敏史（FUJIWARA）             | 初参戦             |
| 宮川大輔                         | 初参戦             |
| くっきー（野性爆弾）             | 初参戦             |
| 大地洋輔（ダイノジ）             | 初参戦             |
| ハチミツ二郎（東京ダイナマイト） | 2シーズン連続2回目 |
| 久保田和靖（とろサーモン）       | 2シーズン連続2回目 |
| 川原克己（天竺鼠）               | 初参戦             |
| 斎藤司（トレンディエンジェル）   | 2シーズン連続2回目 |
| アントニー（マテンロウ）         | 初参戦             |

シーズン2
| 出演者                         | 出場回数           |
| ------------------------------ | ------------------ |
| ジミー大西                     | 2シーズン連続2回目 |
| 藤本敏史（FUJIWARA）           | 2シーズン連続2回目 |
| 宮川大輔                       | 2シーズン連続2回目 |
| 日村勇紀（バナナマン）         | 初参戦             |
| 児嶋一哉（アンジャッシュ）     | 初参戦             |
| 小峠英二（バイきんぐ）         | 初参戦             |
| 大島美幸（森三中）             | 2シーズンぶり2回目 |
| 吉村崇（平成ノブシコブシ）     | 初参戦             |
| 津田篤宏（ダイアン）           | 初参戦             |
| 斉藤慎二（ジャングルポケット） | 初参戦             |

シーズン3
| 出演者                           | 出場回数           | キャッチフレーズ                             |
| -------------------------------- | ------------------ | -------------------------------------------- |
| 山本圭壱（極楽とんぼ）           | 初参戦             | 蘇る金豚                                     |
| 木下隆行（TKO）                  | 初参戦             | 本気芝居入道                                 |
| ケンドーコバヤシ                 | 初参戦             | 無冠の嘘帝王／不惑のTHEエロス                |
| くっきー（野性爆弾）             | 2シーズンぶり2回目 | 綱渡り放送コード／正真正銘最終兵器           |
| 後藤輝基（フットボールアワー）   | 初参戦             | ツッコミスナイパー                           |
| RG（レイザーラモン）             | 初参戦             | 進撃のあるあるシンガー／日本のアイアンハート |
| 伊達みきお（サンドウィッチマン） | 初参戦             | 金髪ブタおしゃべり野郎                       |
| 秋山竜次（ロバート）             | 3シーズンぶり2回目 | 千のキャラを持つ男                           |
| 春日俊彰（オードリー）           | 初参戦             | 奇怪なる節約魔獣                             |
| 岩橋良昌（プラス・マイナス）     | 初参戦             | やってはいけない症候群                       |

シーズン4
| 出演者                       | 出場回数           | キャッチフレーズ         |
| ---------------------------- | ------------------ | ------------------------ |
| 宮迫博之（雨上がり決死隊）   | 初参戦             | 決死のオフホワイト芸人   |
| 藤本敏史（FUJIWARA）         | 2シーズンぶり3回目 | ガヤ永久機関             |
| 飯尾和樹（ずん）             | 初参戦             | 関根流正統継承者         |
| くっきー（野性爆弾）         | 2シーズン連続3回目 | 芸人殺し芸人             |
| 井戸田潤（スピードワゴン）   | 初参戦             | 同情するなら笑いくれ     |
| 大悟（千鳥）                 | 初参戦             | 荒くれハニカミ坊主       |
| ノブ（千鳥）                 | 初参戦             | ツッコミ界のクセ強者     |
| 黒沢かずこ（森三中）         | 初参戦             | 歌って踊れる肉塊         |
| 西澤裕介（ダイアン）         | 初参戦             | 不可思議ポーカーフェイス |
| クロちゃん（安田大サーカス） | 初参戦             | ドッキリ日本記録保持者   |

シーズン5
| 出演者                   | 出場回数           | キャッチフレーズ         | 助っ人                   |
| ------------------------ | ------------------ | ------------------------ | ------------------------ |
| ジミー大西               | 3シーズンぶり3回目 | 超天然系核融合           | -                        |
| 千原ジュニア（千原兄弟） | 初参戦             | 理論派擬音ベシャリスト   | -                        |
| ケンドーコバヤシ         | 2シーズンぶり2回目 | 不惑のテナーエロス       | -                        |
| 陣内智則                 | 初参戦             | ミスターひとり上手       | -                        |
| たむらけんじ             | 初参戦             | 関西のサイドビジネス王   | 守谷日和                 |
| ハリウッドザコシショウ   | 初参戦             | キングオブあらびき       | 井上二郎（チャーミング） |
| 高橋茂雄（サバンナ）     | 初参戦             | スーパー太鼓持ち芸人     | 白井光浩                 |
| 秋山竜次（ロバート）     | 2シーズンぶり3回目 | 憑依の肉弾クリエイターズ | 熟年女性                 |
| 狩野英孝                 | 初参戦             | 被ドッキリナルシスト     | -                        |
| 山内健司（かまいたち）   | 初参戦             | コンテスト常勝男         | 長谷川穂積               |

シーズン6
| 出演者                   | 出場回数           | キャッチフレーズ           | 助っ人       |
| ------------------------ | ------------------ | -------------------------- | ------------ |
| 村上ショージ             | 初参戦             | 昭和ギャグ怪人             | ベン山形     |
| ジミー大西               | 2シーズン連続4回目 | なし                       | -            |
| 藤本敏史（FUJIWARA）     | 2シーズンぶり4回目 | なし                       | -            |
| 陣内智則                 | 2シーズン連続2回目 | ミスター隠れ天然           | -            |
| 大悟（千鳥）             | 2シーズンぶり2回目 | 荒くれハニカミ坊主         | チェリー吉武 |
| 黒沢かずこ（森三中）     | 2シーズンぶり2回目 | 歌って踊れる肉塊           | -            |
| 友近                     | 初参戦             | 変幻自在の憑依女王         | 冠二郎       |
| 真栄田賢（スリムクラブ） | 初参戦             | ハスキーボイスミュータント | -            |
| 近藤春菜（ハリセンボン） | 初参戦             | 返し技ファンタジスタ       | -            |
| ゆりやんレトリィバァ     | 初参戦             | ぶっこみバイリンガール     | -            |

シーズン7
| 出演者                           | 出場回数           | キャッチフレーズ                               | 助っ人     |
| -------------------------------- | ------------------ | ---------------------------------------------- | ---------- |
| 宮迫博之（雨上がり決死隊）       | 3シーズンぶり2回目 | 決死のオフホワイト芸人                         | 中条きよし |
| たむらけんじ                     | 2シーズンぶり2回目 | 関西のサイドビジネス王／焼肉獅子舞             | -          |
| ハリウッドザコシショウ           | 2シーズンぶり2回目 | 超攻撃型ドキュメンタリスト／ハンマカンマの住人 | コウメ太夫 |
| 小籔千豊                         | 初参戦             | 新喜劇ベイダー                                 | 今別府直之 |
| 後藤輝基（フットボールアワー）   | 4シーズンぶり2回目 | ツッコミスナイパー／鳥顔ギター男               | -          |
| ハチミツ二郎（東京ダイナマイト） | 6シーズンぶり3回目 | 重量級ツブヤキスト／蘇える金豚                 | -          |
| 加藤歩（ザブングル）             | 初参戦             | 悔恨の顔面凶器                                 | コレット   |
| ノブ（千鳥）                     | 3シーズンぶり2回目 | ドキュメンタル最弱芸人／ツッコミ界のクセ強者   | -          |
| みちお（トム・ブラウン）         | 初参戦             | 不可思議ペンギン男                             | -          |
| せいや（霜降り明星）             | 初参戦             | 天真爛漫M-1王者                                | -          |

Documentary of Documental シーズン2
シーズン8の前に収録され、本来ならこの回がシーズン8として公開される予定であった。
| 出演者                               | 出場回数           | キャッチフレーズ                           | 助っ人                       |
| ------------------------------------ | ------------------ | ------------------------------------------ | ---------------------------- |
| ジミー大西                           | 2シーズンぶり5回目 | 超天然系核融合／霊長類ヒト科最狂           | -                            |
| ケンドーコバヤシ                     | 3シーズンぶり3回目 | 無冠の嘘帝王                               | -                            |
| くっきー！（野性爆弾）               | 4シーズンぶり4回目 | 芸人殺し芸人／芸人殺しチャンピオン         | -                            |
| 河本準一（次長課長）                 | 初参戦             | ノンストップミニコント／不動の楽屋キング   | -                            |
| 秋山竜次（ロバート）                 | 3シーズンぶり4回目 | 千のキャラを持つ男                         | -                            |
| 久保田かずのぶ（とろサーモン）       | 7シーズンぶり3回目 | ネバーエンディング自暴自棄／宮崎の炎上狂牛 | -                            |
| 稲田直樹（アインシュタイン）         | 初参戦             | 70億分の1の顔面／ミラクルフェイス          | -                            |
| 松尾駿（チョコレートプラネット）     | 初参戦             | どんだけ超音波／ポストIKKO                 | -                            |
| ナダル（コロコロチキチキペッパーズ） | 初参戦             | 悲しき玩具芸人／イジられプロフェッショナル | ゴスケ（アセチルサリチル酸） |
| 粗品（霜降り明星）                   | 初参戦             | 新世代ツッコミの旗手                       | -                            |

シーズン8
| 出演者                           | 出場回数           | キャッチフレーズ             | 助っ人                                              |
| -------------------------------- | ------------------ | ---------------------------- | --------------------------------------------------- |
| 千原せいじ（千原兄弟）           | 初参戦             | ぶちまけブルドーザー         | ビレンドラ・ジャヤティラカ、 ピーター・シャイアマン |
| 千原ジュニア（千原兄弟）         | 4シーズンぶり2回目 | すべらない理論派べシャリスト | -                                                   |
| 藤本敏史（FUJIWARA）             | 3シーズンぶり5回目 | ガヤ永久機関                 | -                                                   |
| チャンス大城                     | 初参戦             | 大器晩晩晩晩成               | -                                                   |
| ケンドーコバヤシ                 | 2シーズン連続4回目 | 無冠の嘘帝王                 | -                                                   |
| くっきー！（野性爆弾）           | 2シーズン連続5回目 | 芸人殺し芸人                 | -                                                   |
| 河本準一（次長課長）             | 2シーズン連続2回目 | 不動の楽屋キング             | -                                                   |
| 庄司智春（品川庄司）             | 初参戦             | 絶叫系マッチョサイコパス     | -                                                   |
| 藤田憲右（トータルテンボス）     | 初参戦             | ハンパねえアフロディーテ     | 川原ひろし                                          |
| 松尾駿（チョコレートプラネット） | 2シーズン連続2回目 | どんだけ超音波               | -                                                   |

シーズン9
| 出演者                             | 出場回数           | キャッチフレーズ             |
| ---------------------------------- | ------------------ | ---------------------------- |
| 千原ジュニア（千原兄弟）           | 2シーズン連続3回目 | すべらない理論派ベシャリスト |
| 後藤輝基（フットボールアワー）     | 3シーズンぶり3回目 | ツッコミスナイパー           |
| 椿鬼奴                             | 初参戦             | 独自世界のしゃがれメデューサ |
| 久保田かずのぶ（とろサーモン）     | 2シーズンぶり4回目 | ネバーエンディング自暴自棄   |
| サンシャイン池崎                   | 初参戦             | 汎用人型絶叫マシン           |
| 長田庄平（チョコレートプラネット） | 初参戦             | DIYツクール芸人              |
| あばれる君                         | 初参戦             | 情熱の真っ赤なハゲ           |
| せいや（霜降り明星）               | 3シーズンぶり2回目 | コンパクトコミカルマシン     |
| 粗品（霜降り明星）                 | 2シーズンぶり2回目 | 新世代ツッコミの旗手         |
| ゆりやんレトリィバァ               | 4シーズンぶり2回目 | 激痩せのぶっこみガール       |

シーズン10
・各回チャンピオン大会の為出演者は伏せています。
シーズン11
| 出演者                     | 出場回数 | キャッチフレーズ                                    |
| -------------------------- | -------- | --------------------------------------------------- |
| 綾小路翔（氣志團）         | 初参戦   | ワンナイト夜露死苦ドキュメンタル／職業:プロヤンキー |
| 香取慎吾                   | 初参戦   | 新しすぎる地図                                      |
| 上地雄輔                   | 初参戦   | 紳の遺伝子／末裔ヘキサゴン                          |
| 貴乃花光司                 | 初参戦   | 第六十五代横綱                                      |
| 高橋克典                   | 初参戦   | 特命激シブ細マッチョ                                |
| 六平直政                   | 初参戦   | ドキュメンタル史上最年長68歳 強面界のドン           |
| 森内寛樹（MY FIRST STORY） | 初参戦   | 歌声サラブレッド                                    |

| オブザーバー芸人               |
| ------------------------------ |
| 藤本敏史（FUJIWARA）           |
| ケンドーコバヤシ               |
| 後藤輝基（フットボールアワー） |

シーズン12
| 出演者               | 出場回数           | キャッチフレーズ                                   |
| -------------------- | ------------------ | -------------------------------------------------- |
| ISSA（DA PUMP）      | 初参戦             | パフォーマンスちゃんぷるー／カモンベイビーアメリカ |
| カンニング竹山       | 初参戦             | キレる放送禁止王／怒りのキレ芸人                   |
| 近藤真彦             | 初参戦             | 音速のギンギラギン／ギンギラギンな愚か者           |
| 長州力               | 初参戦             | 超天然暴走革命戦士／革命戦士                       |
| 藤本敏史（FUJIWARA） | 4シーズンぶり6回目 | ガヤ魔神／顔デカガヤ芸人                           |
| 三浦翔平             | 初参戦             | 破天荒SHO-TIME／イケメンSHO-TIME                   |
| 若狭勝               | 初参戦             | ヤメ検ハイパーコメンテイター／法の大番頭           |

| オブザーバー芸人     |
| -------------------- |
| 陣内智則             |
| 高橋茂雄（サバンナ） |

シーズン13
| 出演者                                 | 出場回数                   | キャッチフレーズ       |
| -------------------------------------- | -------------------------- | ---------------------- |
| フットボールアワー（後藤輝基・岩尾望） | 4シーズンぶり4回目／初参戦 | 円熟の高低差テンション |
| ランジャタイ（伊藤幸司・国崎和也）     | 初参戦／初参戦             | 奇妙奇天烈奇々怪々     |
| ウエストランド（井口浩之・河本太）     | 初参戦／初参戦             | フォーエバー反抗期     |
| ニューヨーク（屋敷裕政・嶋佐和也）     | 初参戦／初参戦             | 微笑みのワル巧み       |
| EXIT（りんたろー。・兼近大樹）         | 初参戦／初参戦             | 立身出世チャラ         |

| オブザーバー芸人       |
| ---------------------- |
| 藤本敏史（FUJIWARA）   |
| ハリウッドザコシショウ |
| くっきー！（野性爆弾） |

| 笑いの刺客           |
| -------------------- |
| 島田珠代             |
| 原西孝幸（FUJIWARA） |
| クボケン（5GAP）     |
| あぁ〜しらき         |
| ひょうろく           |

※有料コンテンツの為各回優勝者は伏せさせて頂きます。

## 評価
ライターの井上マサキは、シーズン1の第1回目の放送が公開された時点で、ターゲットを絞り、自分がやりたいことを表現する場としてネット動画配信サービスを選んだ松本人志の姿は、かつてコント集「HITOSI MATUMOTO VISUALBUM」をVHSビデオでリリースした時のそれと重なると語っている。
ライターの成馬零一は、格闘ものの先鋭的な漫画作品を見ている時の興奮が「ドキュメンタル」にはあると語り、「笑わせる」という攻撃と「笑わない」という守備という笑いにおける攻守という概念を無理やり定義したことこそ本番組最大の発明であると評価している。
また、『M-1グランプリ』が『ドラゴンボール』における天下一武道会のようなトーナメント・バトルだとしたら、『ドキュメンタル』は『バトル・ロワイアル』以降の複数バトルモノ、『HUNTER×HUNTER』や『バキ』の世界観だと語っている。

## DVD・Blu-ray
- HITOSHI MATSUMOTO Presents ドキュメンタル シーズン1（よしもとミュージックエンタテインメント、2018年1月31日）

- HITOSHI MATSUMOTO Presents ドキュメンタル シーズン2 （よしもとミュージックエンタテインメント、2018年11月14日）

- HITOSHI MATSUMOTO Presents ドキュメンタル シーズン3 （よしもとミュージックエンタテインメント、2018年11月14日）

- HITOSHI MATSUMOTO Presents ドキュメンタル シーズン4 （よしもとミュージック、2020年3月18日）

- HITOSHI MATSUMOTO Presents ドキュメンタル シーズン5 （よしもとミュージック、2020年3月18日）

- HITOSHI MATSUMOTO Presents ドキュメンタル シーズン6 （よしもとミュージック、2021年3月10日）

- HITOSHI MATSUMOTO Presents ドキュメンタル シーズン7 （よしもとミュージック、2021年3月10日）

- HITOSHI MATSUMOTO Presents ドキュメンタル シーズン8 （よしもとミュージック、2022年9月14日）

- HITOSHI MATSUMOTO Presents ドキュメンタル シーズン9 （よしもとミュージック、2022年9月14日）

- HITOSHI MATSUMOTO Presents ドキュメンタル シーズン10 （よしもとミュージック、2024年1月17日）

- HITOSHI MATSUMOTO Presents ドキュメンタル シーズン11 （よしもとミュージック、2024年1月17日）

## メキシコ版
メキシコ版ドキュメンタル「LOL: Last One Laughing」こと「LOL: HITOSHI MATSUMOTO Presents ドキュメンタル～メキシコ版～」が4月16日に配信された。
メキシコ版の独自要素として、「積極的に攻撃しない場合、メンバーを笑わせられない場合の退場」「敗退者も主催席で観戦」「主催者からの指令、アイテム追加」などが加えられている

### 出演者
- エウヘニオ・デルベス

シーズン1
参加者
- マウリシオ・バリエントス “エル・ディアブリート”
- カルロス・バヤルタ
- アレックス・フェルナンデス
- アレックス・モンティエル “エスコルピオン”
- アレクシス・デ・アンダ
- ミチェル・ロドリゲス
- リリアナ・アリアガ “ラ・チュピートス”
- マヌンナ
- アルフォンソ・ボルボーリャ
- ダニエル・ソーサ

シーズン2
参加者
- アレックス・フェルナンデス
- バルバラ・トーレス
- グスタボ・ムンギア
- エル・カピ・ペレス
- イヴァン・ラ・モーレ
- キキス
- マウリシオ・バリエントス “エル・ディアブリート”
- リカルド・オファリル
- スロボツキー
- ヴェロニカ・トゥセイント

シーズン3
参加者
- ココ・セリス
- エル・カピ・ペレス
- ガビ・ナバロ
- ラ・ベア
- マウ・ニェト
- パコ・デ・ミゲル
- リカルド・ペラルタ
- リカルド・ペレス
- ソフィア・ニーニョ・デ・リベラ
- ウゴ “エル・コホ・フェリス”

シーズン4
ホスト
ホセ・エドゥアルド・デルベス
参加者
- アレクシス・デ・アンダ＆ライ・コントレラス
- アレックス・モンティエル＆プラタニート
- エドゥアルド・ビデガライ＆エル・エスタカ
- エル・“ボレゴ”・ナバ＆フアン・カルロス・カサソラ
- イサベル・フェルナンデス＆カルラ・カマチョ

シーズン5
参加者
- エル・“ボレゴ”・ナバ
- エル・カピ・ペレス
- イサベル・フェルナンデス
- リリアナ・アリアガ “ラ・チュピートス”
- マウリシオ・バリエントス “エル・ディアブリート”
- リカルド・ペラルタ
- リカルド・ペレス
- スロボツキー

## オーストラリア版
オーストラリア版ドキュメンタル「LOL: Australia」こと「LOL: HITOSHI MATSUMOTO Presents ドキュメンタル～オーストラリア版～」が2020年6月19日に配信された。
オーストラリア版の独自要素として、「参加費無し」「敗退者も主催席で観戦」「3分間だけ全参加者の注目を集められるジョーカーカード」などが加えられている
出演者
- レベル・ウィルソン
- アン・エドモンズ
- ベッキー・ルーカス
- ディルク・ジャヤシンハ
- エド・カヴァリー
- フランク・ウッドリー
- ジョエル・クリーシー
- ナジーム・フセイン
- ニック・コーディ
- サム・シモンズ
- スージー・ユセ

## ドイツ版
ドイツ版ドキュメンタル「LOL: Last One Laughing Germany」こと「LOL: HITOSHI MATSUMOTO Presents ドキュメンタル ～ドイツ版～」が2021年9月3日に配信された。
ドイツ版の独自要素として、「参加費無し」「鳴らすと全参加者の注目を集められるドラ」「主催者側からの刺客の投入」などが加えられている

### 出演者
- ミヒャエル・ブリー・ヘルビヒ

シーズン1
- アンケ・エンゲルケ
- バーバラ・シェーネベルガー
- カロリン・ケベクス
- クルト・クレマー
- マックス・ギアマン
- ミルコ・ノンチェフ
- リック・カヴァニアン
- テディ・テクレブラハン
- トルステン・シュトレーター
- ヴィガルド・ボニング

シーズン2
- アンケ・エンゲルケ
- アネット・フリヤー
- バスティアン・パステフカ
- クラース・ハウファー＝ウムラウフ
- クルト・クレマー
- ラリッサ・リース
- マルティナ・ヒル
- マックス・ギアマン
- ターニー
- トミ・シュミット

シーズン3
- アブデルカリム
- アンケ・エンゲルケ
- アクセル・シュタイン
- カロリン・ケベクス
- クリストフ・マリア・ヘルプスト
- ヘーゼル・ブルガー
- ミシェル・フンジカー
- ミルコ・ノンチェフ
- オラフ・シューベルト
- パリーナ・ロジンスキー

シーズン4
- コルドゥラ・ストラトマン
- エルトン
- ヘイゼル・ブルガー
- ヤン・ファン・ウェイド
- ヨーコ・ヴィンターシャイト
- クルト・クレマー
- マルティナ・ヒル
- マックス・ギアマン
- ミヒャエル・ミッターマイヤー
- モーリッツ・ブライブトロイ

## イタリア版
イタリア版ドキュメンタル「LOL: Chi ride è fuori」こと「LOL: HITOSHI MATSUMOTO Presents ドキュメンタル ～イタリア版～」が2021年9月3日に配信された。
イタリア版の独自要素として、「参加費無し」「主催者からの指令、アイテム追加」「積極的に攻撃しない場合の退場」などが加えられている

### 出演者
- フェデス

シーズン1
ホスト
- マーラ・マイオンキ

参加者
- アンジェロ・ピントゥス
- カテリーナ・グッツァンティ
- チーロ
- エリオ
- フランク・マターノ
- フルー
- カティア・フォレーザ
- リッロ
- ルカ・ラヴェンナ
- ミケーラ・ジロー

シーズン2
ホスト
- フランク・マターノ

スペシャルゲスト
- リッロ

参加者
- アリーチェ・マンジョーネ
- コッラード・グッツァンティ
- ディアナ・デル・ブーファロ
- ジャンマルコ・ポッツォーリ
- マッチョ・カパトンダ
- 手品師フォレスト
- マリア・ディ・ビアーゼ
- マックス・アンジョーニ
- テス・マザッツァ
- ヴィルジニア・ラファエレ

クリスマス・スペシャル
参加者
- フランク・マターノ
- リッロ
- 手品師フォレスト
- マーラ・マイオンキ
- マリア・ディ・ビアーゼ
- ミケーラ・ジロー

シーズン3
ホスト
- フランク・マターノ

スペシャルゲスト
- マッチョ・カパトンダ

参加者
- ブレンダ・ロディジャーニ
- クリスティアーノ・カッカモ
- ファビオ・バルサモ
- ヘルベルト・バレリーナ
- ルカ・ビッザーリ
- マリナ・マッシローニ
- マルタ・フィリッピ
- ニーノ・フラッシカ
- パオロ・チェボリ
- パオロ・ケッシソグル

## スペイン版
スペイン版ドキュメンタル「LOL: Si te ríes, pierdes」こと「LOL: HITOSHI MATSUMOTO Presents ドキュメンタル ～スペイン版～」が2021年12月17日に配信された。
スペイン版の独自要素として、「参加費無し」「主催者からの指令、アイテム追加」「3分間だけ全参加者の注目を集められるジョーカーカード」などが加えられている
出演者
シーズン1
ホスト
- サンティアゴ・セグラ
- ハビエル・デルテル

参加者
- カロリーナ・ノリエガ
- ダビド・フェルナンデス
- エドゥ・ソト
- フランシスコ・コリャード
- マリオ・バケリソ
- セルヒオ・フェルナンデス “エル・モナギーリョ”
- パコ・アレバロ
- ロッシ・デ・パルマ
- シルビア・アブリル
- ヨランダ・ラモス

シーズン2
ホスト
- カロリーナ・イグレシアス
- シルビア・アブリル

参加者
- アナベル・アロンソ
- アントン・ロフェル
- カルロス・アレセス
- ヘナール・アルバレス
- J・J・バケーロ
- ファン・アモデオ
- ロレーナ・カステル
- ルイス・ピエドライータ
- パトリシア・コンデ
- ヨランダ・ラモス

## フランス版
フランス版ドキュメンタル「LOL: Qui rit, sort!」こと「LOL: HITOSHI MATSUMOTO Presents ドキュメンタル ～フランス版～」が2021年12月24日に配信された。
フランス版の独自要素として、「参加費無し」「3分間だけ全参加者の注目を集められるジョーカーカード」「主催者側からの刺客の投入」「制限時間の6時間を
終えた後の決勝戦」などが加えられている

### 出演者
- フィリップ・ラショー

シーズン1
参加者
- ジュリアン・アルッティ
- タレク・ブダリ
- ファディリ・カマラ
- アキーム・ジェミリ
- ジェラール・ジュニョ
- リーム・ケリシ
- キヤン・コジャンディ
- ベランジェール・クリエフ
- アレクサンドラ・ラミー
- イネス・レッグ

シーズン2
ホスト
- アレクサンドラ・ラミー

参加者
- アメッド・シラ
- アリス・ダヴィ
- オドレイ・フルーロ
- エリック・ジュドール
- カミーユ・ルルーシュ
- ジェラール・ダルモン
- ジュスト・リアド
- メルハ・ベディア
- パナヨティス・パスコ
- ラムジー・ベディア

シーズン3
参加者
- アデル・エグザルコプロス
- フランソワ・ダミアン
- ガド・エルマレ
- ジェラルディン・ナカシュ
- ジョナタン・コエン
- ローラ・フェルパン
- レイラ・ベクティ
- ポール・ミラベル
- ピエール・ニネ
- ヴィルジニー・エフィラ

## ブラジル版
ブラジル版ドキュメンタル「LOL: Se Rir, Já Era」こと「LOL: HITOSHI MATSUMOTO Presents ドキュメンタル ～ブラジル版～」が2022年2月11日に配信された。
ブラジル版の独自要素として、「参加費無し」「積極的に攻撃しない場合の退場」「主催者からの指令、アイテム追加」「鳴らすと全参加者の注目を集められる鍋」「最初に参加者を笑わせた者にライフが1つ増える”ブラジル流”が贈与される」などが加えられている

### 出演者
- トム・カヴァルカンチ

シーズン1
ホスト
- クラリス・ファルカン

参加者
- ブルーナ・ルイゼ
- ディオゴ・デファンチ
- エステヴァム・ナボーチ
- フラヴィア・ヘイス
- イゴール・ギマラエス
- マルレイ・セヴァダ
- ナニ・ピープル
- ノエミア・オリヴェイラ
- チアゴ・ヴェントゥラ
- ユリ・マルサル

シーズン2
ホスト
- クラリス・ファルカン

参加者
- ブルーナ・ブラガ
- カロル・ゾッコリ
- グレース・ジアノカス
- エディ・ジュニオール
- ファビオ・ラビン
- ジガンテ・レオ
- リンゼイ・パウリーノ
- マリアンナ・アルメリーニ
- マチ・レモス
- ラファエル・インファンテ

シーズン3
ホスト
- ファビアナ・カーラ

参加者
- ダダ・コエーリョ
- エジ・ガマ
- ジュニオール・シコ
- カリナ・ラミル
- ティア・マ
- マルシオ・バラス
- マリア・クララ・ゲイロス
- パウリーニョ・セラ
- ロドリゴ・マルケス
- スージー・ブラジル

## カナダ版
カナダ版ドキュメンタル「LOL: Last One Laughing Canada」こと「LOL: HITOSHI MATSUMOTO Presents ドキュメンタル ～カナダ版～」が2022年2月18日に配信された。
カナダ版の独自要素として、「参加費無し」「主催者側からの刺客の投入」「違反行為をした参加者に罰を与えるお仕置きボックス」などが加えられている
出演者
- ジェイ・バルシェル
- アンドリュー・ファン
- ブランドン・アッシュ・モハメド
- キャロライン・レイ
- コリン・モクリー
- デイヴ・フォーリー
- デブラ・ディジョヴァンニ
- ジョン・ラジョワ
- K・トレヴァー・ウィルソン
- メイ・マーティン
- トム・グリーン

## 女子メンタル
2020年10月24日・2021年6月19日にフジテレビ『土曜プレミアム』枠の『まっちゃんねる』内にて放送。芸人以外の女性タレントだけを集めて競わせる。パロディではなく、本家のセットもそのまま使用された公式スピンオフ企画として、地上波で製作・放送したのはこれが初めてとなった。また、見届け人として松本のほか、本家の常連出演者である芸人達が出演した。シーズン2の放送後、未公開部分を含めた完全版が『ドキュメンタル番外編 女子メンタル fromまっちゃんねる』として配信された。

### ルール
ルールは基本的にドキュメンタルを踏襲しているが以下のような違いがある。
- 参加者は7人（シーズン2では8人）。
- 参加費、優勝賞金はなし。
- 判定はイエローカードとレッドカードのみ[注 20]。
- 制限時間が2時間半。
- ゾンビタイムや助っ人ルールはないが、本家と同様にポイント制、スマホの画面を設置されたモニターに映し出すことが可能。
- 優勝者の決定は、モニタールームの芸人たちでポイントの多さや面白さなどで相談し決定する。

### 出演者
- 松本人志（ダウンタウン）

シーズン1
参加者
- 朝日奈央
- 金田朋子
- 浜口京子
- ファーストサマーウイカ
- 松野明美
- 峯岸みなみ（AKB48）
- ゆきぽよ(木村有希)

モニタリング芸人
- 藤本敏史（FUJIWARA）
- くっきー！（野性爆弾）
- 後藤輝基（フットボールアワー）

シーズン2
参加者
- 井上咲楽
- 神田愛花
- 菊地亜美
- 鈴木奈々
- 野呂佳代
- 浜口京子
- ファーストサマーウイカ
- 丸山桂里奈

見届け人
- 陣内智則
- 大悟（千鳥）
- 峯岸みなみ

## イケメンタル
2021年6月19日にフジテレビ『土曜プレミアム』枠の『まっちゃんねる』内にて放送。芸人以外のイケメン芸能人だけを集めて競わせる。見届け人として松本のほか、本家の常連出演者である芸人達が出演した。放送後に、未公開部分を含めた完全版が『ドキュメンタル番外編 イケメンタル fromまっちゃんねる』として配信された。

### ルール
ルールは基本的にドキュメンタルを踏襲しているが以下のような違いがある。
- 参加者は6人。
- 参加費、優勝賞金はなし。
- 判定はイエローカードとレッドカードのみ[注 21]。
- 制限時間が2時間半。
- ゾンビタイムや助っ人ルールはないが、本家と同様にポイント制、スマホの画面を設置されたモニターに映し出すことが可能。
- 優勝者の決定は、モニタールームの芸人たちでポイントの多さや面白さなどで相談し決定する。

### 出演者
- 松本人志（ダウンタウン）

参加者
- 木村昴
- 島太星（NORD）
- JOY
- 高橋克典
- 武田真治
- 山田孝之

見届け人
- 陣内智則
- 大悟（千鳥）
- 峯岸みなみ

## その他
- 2017年8月30日、0時配信予定だったシーズン3の5話が何らかの障害によって遅延する問題が発生した。結果、予定より約8時間遅れの配信となった事例がある。またシーズン6では2話同時配信の予定であったが、システム上の不備によって約12時間遅れの配信であった。
- シーズン5の出演者がまだ明かされていない時期に、狩野英孝が「ドキュメンタル」Tシャツを着てパチンコ屋の公開収録に登場したせいで、出演がバレてしまった。
- シーズン5のエピソード4にて狩野英孝が持参した「ものまねアニマル マイムフレンズ モンキー」というおもちゃがAmazonのベストセラー1位を記録した。
- 女子メンタルで朝日奈央が着用した「MEGAアゴ 猿男」のマスクが、放送終了後すぐに売り切れとなった。
- マイナビニュース女性会員1,000人にアンケートを実施。「『HITOSHI MATSUMOTO Presents ドキュメンタル』という番組を好きですか? 」という基本的な質問に対し、「大好きだ」「普通に好きだ」「そこそこ好きだ」合わせて実に90%以上の女性から支持を得ている[17]。
- 2019年4月11日、Amazonプライムビデオにて突如シーズン7のページが公開された。後にすぐ削除されたものの、サムネイルによって予定より早い段階で出演者がリークされてしまった。
- FUJIWARA藤本の笑いを堪える顔がニヤけている事から、一部のファンからは「松本はフジモンに甘い」と物議を醸しており、シーズン4では松本自身もインタビューで「ムードメーカーはいてくれないと困る」と説明し、シーズン6では藤本本人が「ギリセーフ」と公言している。これを視聴者の間では“フジモン問題”と呼ばれており、ネタ中の笑顔にも同様の問題があり、それがセーフなのかアウトなのかは完全に松本のさじ加減となっている。
- 2021年1月27日、シーズン9にDocumentary of Documental シーズン2の優勝者である、とろサーモン・久保田が参戦することが発表[13]され、2月5日に残りの出場芸人9人が発表された。
- Amazon Prime Videoの公式YouTubeチャンネルでFUJIWARA・藤本がシーズン9の“宣伝部長”に任命された。YouTube特別番組を全5回にわたり配信予定で、ゲストはかまいたち・濱家、峯岸みなみ[18]。

- 2021年3月10日に、かまいたちがMCを務めるYouTube Live「ドキュメンタル無料視聴ライブ パジャマパブリックビューイング」が公式で生配信された。メンバーには見取り図・盛山、ぼる塾あんり、おいでやす小田、ニューヨーク・屋敷がパジャマ姿で集結した[19]。